# Gerry Koning
Pour les articles homonymes, voir Koning.
Gerry Koning est un footballeur néerlandais, né le 3 janvier 1980 à Volendam aux Pays-Bas. Il évolue comme arrière droit.

## Biographie
Formé au FC Volendam, Gerry a tout au long de sa carrière alterné entre son club formateur et d'autres club néerlandais.
Après deux saisons au SC Heerenveen, il revient une troisième fois au FC Volendam en signant un contrat de deux ans le 10 mai 2011.

## Carrière
- 1998-2004 :  FC Volendam
- 2004-2005 :  Excelsior Rotterdam
- 2005-2006 :  FC Volendam
- 2006-2008 :  RBC Roosendaal
- 2008-2009 :  FC Volendam
- 2009-2011 :  SC Heerenveen
- 2011-2014 :  FC Volendam[2],[3]